# El Altillo, Sinaloa
El Altillo är en ort i Mexiko.   Den ligger i kommunen Sinaloa och delstaten Sinaloa, i den västra delen av landet, 1 200 km nordväst om huvudstaden Mexico City. El Altillo ligger 78 meter över havet och antalet invånare är 133.
Terrängen runt El Altillo är platt. Runt El Altillo är det glesbefolkat, med 19 invånare per kvadratkilometer. Närmaste större samhälle är Genaro Estrada, 3,5 km öster om El Altillo. Trakten runt El Altillo består till största delen av jordbruksmark.